# SN 2011dq
SN 2011dq – supernowa typu II-P odkryta 15 maja 2011 roku w galaktyce NGC 337. W momencie odkrycia miała maksymalną jasność 16,30m.